# Mekla
Mekla är en ort i Algeriet.   Den ligger i provinsen Tizi Ouzou, i den norra delen av landet, 110 km öster om huvudstaden Alger. Mekla ligger 325 meter över havet och antalet invånare är 29 560.
Terrängen runt Mekla är kuperad söderut, men norrut är den platt. Terrängen runt Mekla sluttar norrut. Runt Mekla är det tätbefolkat, med 383 invånare per kvadratkilometer. Närmaste större samhälle är Tizi Ouzou, 19,7 km väster om Mekla. Trakten runt Mekla består till största delen av jordbruksmark.